# Alexander Kolb (Politiker)
Alexander Kolb (* 1975 in Wertingen) ist ein ehemaliger deutscher Kommunalpolitiker (zunächst CSU; später Bündnis 90/Die Grünen). Heute ist er ohne Mandat und Mitglied der FDP.
Kolb studierte Wirtschaftspädagogik an der Ludwig-Maximilians-Universität München und arbeitet als Studienrat am Staatlichen Beruflichen Schulzentrum in Neusäß, Landkreis Augsburg.
2001 trat er in die CSU und Junge Union (JU) ein und wurde Kreisvorsitzender der JU im Landkreis Augsburg. 2009 wurde er Bezirksvorsitzender der JU im bayerischen Regierungsbezirk Schwaben und Mitglied der CSU-Fraktion im Augsburger Kreistag.
2011 trat er aus der CSU/JU aus und wechselte zu Bündnis 90/Die Grünen. Die Entscheidung begründete er mit der Atompolitik der CSU. Im Kreistag war er Mandatsträger für Bündnis 90/Die Grünen.
2021 legte er nach eigenen Angaben sein Kreistagsmandat nieder und ist nach einer „politischen Auszeit“ nun Mitglied der FDP.